# Rauvitsansaari
Rauvitsansaari är en ö i Finland. Den ligger i sjön Puruvesi och i kommunerna Kides och Nyslott och landskapen  Norra Karelen och Södra Savolax, i den sydöstra delen av landet, 300 km nordost om huvudstaden Helsingfors. Öns area är 4,2 hektar och dess största längd är 470 meter i öst-västlig riktning.